# Белкина, Валерия Игоревна
Валерия Игоревна Белкина (род. 6 сентября 1999 года) — российская акробатка.

## Карьера
Воспитанница архангельского спорта. Занимается спортивной акробатикой с шести лет. В сборную России приглашена после удачного выступления на чемпионате России 2014 года, где архангельская тройка заняла 6 место.
Тренируется в Краснодаре.
На чемпионате мира 2014 года, выступая в составе женской группы, состоящей из трёх спортсменок, завоевала серебряную награду чемпионата мира.
Обладательница Кубка мира по акробатике (2015).
На первых Европейских играх в Баку (2015) завоевала серебро в той же дисциплине.
В 2016 году Валерия стала чемпионкой мира по спортивной акробатике на соревнованиях в китайском Путьяне.